# Emil Procopiescu
Emil Procopiescu (n. 1889 – d. 1979) a fost un general român care a luptat în cel de-al Doilea Război Mondial. Emil Procopiescu s-a născut la Islaz, județul Romanați și a decedat la București. 
A absolvit Școala Militară de Ofițeri de infanterie în 1911. A fost înaintat la gradul de colonel la 1 aprilie 1936 și la gradul de general de brigadă la 10 mai 1941. A fost trecut în rezervă pe 31 august 1941, pe bază de demisie.

## Decorații
- Ordinul „Steaua României” în gradul de ofițer (8 iunie 1940)[4]

## Legături externe
- en  Generals.dk